# Richard Déziré
Pour les articles homonymes, voir Déziré.
Richard Déziré, né le 24 septembre 1972 à Mont-Saint-Aignan, en Seine-Maritime est un joueur français de football devenu entraîneur.
En 2015, il devient l’entraîneur de l’équipe  première du Mans FC, club qu'il fait accéder en National en 2018. Puis en Ligue 2 en 2019 après une victoire 2-0 contre le GFC Ajaccio. Après un début de saison en dents de scie et un enchaînement de mauvaises performances au début de l'année 2020, il est remercié par le club le 23 février 2020.

## Biographie

### Carrière de joueur
Natif de Mont-Saint-Aignan, en Seine-Maritime, Richard Déziré joue en tant que milieu de terrain pour le FC Rouen, le grand club de sa région, pour lequel il dispute huit matchs dans la division 2. Il évolue ensuite au Tours FC, à Pacy Vallée-d'Eure, à l'Union Sportive Raonnaise (le club de Raon-l'Étape) et à Saint-Dié. Il prend sa retraite de joueur en 2001.

### Carrière d'entraineur
En janvier 2002, Richard Déziré est diplômé du DEF (Diplôme d'entraîneur de football). Il commence sa carrière de manager avec son ancien club, l'Union sportive raonnaise. Lors de sa première saison, il obtient la promotion de l'équipe du championnat de France amateur (CFA) au National, et les maintient dans cette division pendant deux saisons. Il change alors de club et rejoint pendant une saison l'US Quevilly en CFA, avant de démissionner.
Il revient à Raon pendant la saison 2006-2007, mais ne peut empêcher la relégation du club en CFA. Il y reste cinq ans et mène l’équipe à deux reprises aux trente-deuxièmes de finale de la coupe de France. Il quitte le club à la fin de la saison 2011-2012.
Il rejoint alors l'équipe d’Avranches en CFA. Lors de sa deuxième saison, il mène le club d'Avranches du CFA au championnat de National, et les y maintient en 2014-2015, tout en emmenant l'équipe en trente-deuxièmes de finale de la Coupe de France. Cependant, malgré cette accession, son contrat n'est pas renouvelé, et il n’est pas conservé par le président du club qui invoque des raisons financières.
En juin 2015, Richard Déziré signe un contrat de deux ans avec le Mans FC, contrat qui sera prolongé. Le Mans monte en National 2 à la fin de la saison 2016-2017 puis au printemps 2018, après une saison en tête du championnat, le club de la Sarthe connait une deuxième montée successive et accède au National. Par la suite il parvient à faire terminer le club sarthois à la troisième place de l’exercice 2019 de  National permettant au  Mans Football Club de disputer un barrage de promotion contre le 18e de  Ligue 2 2018-2019 le Gazélec Football Club Ajaccio, que le club remporta finalement malgré une défaite 1-2 à domicile lors du barrage aller, l'équipe réussit à s'imposer 2-0 en Corse à la dernière seconde pour retrouver la Ligue 2, six ans après l'avoir quittée. Lors de cette fin de saison marquée par l'accession à la Ligue 2, Richard Deziré a connu un deuxième succès avec la validation et l'obtention de son DEPF dont il a suivi la formation toute la saison (avec par exemple un autre coach promu en Ligue 2 l'ancien manceau Laurent Peyrelade, entraîneur du Rodez AF).

## Palmarès (entraîneur)
- 2016-2017 : 2ème de CFA 2 (accession en tant que meilleur 2ème en National 2)
- 2017-2018 : Vainqueur de son groupe de National 2 (accession en National)
- 2018-2019 : 3ème de National (accession en Ligue 2 via le Barrage aller-retour contre le GFC Ajaccio : défaite 1 - 2, victoire 0 - 2)

## Statistiques
Mis à jour le 23 février 2020.
| US Raon-l'Étape | 1er juillet 2002 | 1er juillet 2005 | 112 | 37  | 31  | 44  | 33,03 |
| US Quevilly     | 1er juillet 2005 | 1er juillet 2006 | 34  | 9   | 12  | 13  | 26,47 |
| US Raon-l'Étape | 1er janvier 2007 | 1er juillet 2012 | 212 | 78  | 52  | 82  | 36,79 |
| US Avranches    | 1er juillet 2012 | 23 juin 2015     | 114 | 57  | 26  | 31  | 50    |
| Le Mans FC      | 23 juin 2015     | 23 février 2020  | 170 | 88  | 32  | 50  | 51,76 |
| Total           | Total            | Total            | 642 | 269 | 153 | 220 | 41,90 |